# Catherine Boswell Fried
Catherine Boswell Fried, auch Catherine Fried-Boswell und Catherine Fried, (* 1. Oktober 1936 in Hampstead, London; † 4. Februar 2015 ebenda) war eine britische Bildhauerin, Malerin, Fotografin und Schriftstellerin. Sie war die Ehefrau des Schriftstellers Erich Fried.

## Leben
Sie wurde geboren als Catherine Boswell in Hampstead, im Norden Londons, als Tochter von Jean (einer Malerin) und Ronnie Boswell (einem Verleger). Sie studierte englische Sprach- und Literaturwissenschaft am University College London. Im Jahr 1960 zog sie nach Paris, wo sie als Lehrerin und Radiosprecherin arbeitete. Sie kehrte später nach London zurück, wo sie in der Bildrecherche tätig war. Durch einen gemeinsamen Freund, den österreichischen Maler Georg Eisler, lernte sie Ende 1963 in Wien den Schriftsteller Erich Fried kennen. Sie begegneten sich in London wieder, und Erich Fried warb um sie. Am 10. August 1965 fand schließlich die Heirat statt. Catherine Boswell Fried war damals 29 Jahre alt, Erich Fried 15 Jahre älter. Für Catherine war dies die erste Ehe, für Fried bereits die dritte. Der Ehe entstammten die drei gemeinsamen Kinder Petra, Klaus und Tom.
Ihr Haus in Kilburn (Nord-West-London) wurde zu einem Treffpunkt der radikalen Linken. Viele prominente politische Akteure (wie etwa Rudi Dutschke, Daniel Cohn-Bendit, Hans Magnus Enzensberger und Astrid Proll) tauchten dort oft unangemeldet auf und wohnten manchmal für Monate im Haus.
Sie betätigte sich künstlerisch, und es entstanden vor allem Gemälde, Radierungen, Stiche und Photographien. Nach Erich Frieds Tod im Jahr 1988 verfolgte sie ihre künstlerischen Ambitionen mit verstärktem Engagement. Sie begann ein Studium der Bildhauerei am Central St. Martins College und schloss dieses im Alter von 58 Jahren erfolgreich ab. Die Bildhauerei wurde ab diesem Zeitpunkt zu ihrem bevorzugten Ausdrucksmittel. Ihre Werke aus den verschiedenen Kunstrichtungen, in denen sie tätig war, wurden in Ausstellungen in London und Wien präsentiert.
Anlässlich des 20. Todestages von Erich Fried war Catherine Boswell Fried an zahlreichen Gedenkveranstaltungen mit einer Lesung aus ihrem 2008 erschienenen Buch über die gemeinsamen Jahre in London beteiligt.
Sie starb am 4. Februar 2015 in London.

## Werke

### Bilder und Skulpturen
- Skizzen, Bilder und Skulpturen von Erich Fried[4]

### Bücher
- The Long and Short of It. (2008)
  - Über kurz oder lang. Erinnerungen an Erich Fried. Übersetzt von Eike Schönfeldt, Fotos von Catherine Fried. Wagenbach Verlag, Berlin 2008, ISBN 978-3-8031-1257-6

Catherine Boswell Fried erinnert sich hier an das gemeinsame Leben mit Erich Fried. Über einen Besuch in Auschwitz berichtet sie etwa:
[…] Auf dem Appellplatz hatte Erich mit der Schuhspitze im Sand gescharrt, eine Handvoll aufgehoben und in die Tasche gesteckt. […] Als er nach Hause kam, schaute er sich den Sand in seiner Tasche genauer an und entdeckte zwischen den Steinchen winzige Knochensplitter. (aus: Über kurz oder lang, S. 135–136).

## Zur Namensschreibweise
Sie veröffentlichte sowohl unter Catherine Fried-Boswell (1993) als auch unter Catherine Fried (2008). Dieser Artikel hält sich an die Schreibweise Catherine Boswell Fried wie sie von der internationalen Erich Fried Gesellschaft verwendet wird.